# Регула (архітектура)

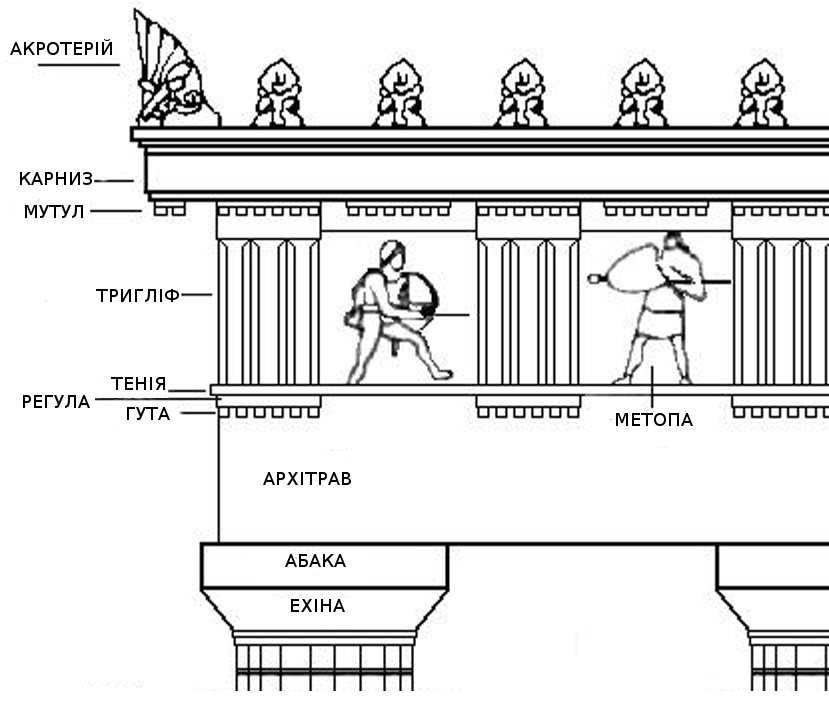
Схема доричного антаблементу з позначенням регули

Ре́гула (лат. regula — «пряма палка, планка») — коротка поличка у доричному ордері, розташована нижче тенії під тригліфом, рівна за довжиною ширині тригліфа. Під регулою розташовуються гути.